# Elaine Cristina
 Elaine Cristina, född Júlia Sánchez 13 maj 1950 i São Paulo, är en brasiliansk skådespelare.

## Biografi
Elaine Cristina började sin karriär vid 11 års ålder i A Herdeira de Ferleac. Hennes första huvudroll var i Ontem, Hoje e Sempre.

### Familj
Hon är syster till skådespelerskan Gilmara Sanches. Hon var gift i mer än 40 år med skådespelaren Flávio Galvão, med vilken hon spelade in i novellen O Outro, av Aguinaldo Silva.

## Filmografi
- 1965 - Ontem, Hoje e Sempre - Mônica
- 1968 - Os Diabólicos - Elizabeth
- 1971 - Até o Último Mercenário - Mércia[3]
- 1972 - Bel-Ami - Ângela
- 1972 - A Revolta dos Anjos - Diana
- 1973 - A Volta de Beto Rockfeller - Ana Cristina
- 1974 - Os Inocentes - Daisy
- 1974 - Ídolo de Pano - Andréa
- 1975 - A Viagem - Lisa
- 1976 - Senhora - Aurélia Camargo
- 1977 - O Profeta - Sônia
- 1980 - A Deusa Vencida - Cecília
- 1981 - Obrigado, Doutor - Isabel[4]
- 1983 - O Anjo Maldito - Débora[5]
- 1986 - Slavägarens dotter - Baroness Cândida Ferreira[6]
- 1987 - O Outro - Ivete[2]
- 1989 - Kananga do Japão - Lizete
- 1990 - Pantanal - Irma Braga Novaes
- 2001 - O Direito de Nascer - Dona Conceição de Juncal
- 2008 - Revelação - Olga
- 2009 - Vende-se um Véu de Noiva - Eunice Baronese
- 2013 - Chiquititas - Helena Kruguer